# David Gibbs (Naturforscher)
David John Gibbs (* 26. November 1958) ist ein britischer Naturforscher. Seine Forschungsschwerpunkte sind die Ornithologie, die Insektenkunde und die Ökologie.

## Leben
Nach dem Besuch von weiterführenden Schulen zwischen 1970 und 1977 absolvierte Gibbs von 1977 bis 1979 das East Berkshire College in Langley, Berkshire. 1980 schrieb er sich in die University of Sheffield ein, wo er 1983 zum Bachelor of Science graduiert wurde.
Seit 1984 arbeitet Gibbs als professioneller Feldentomologe. Seit 1991 ist er freischaffender Wissenschaftler. Insbesondere studierte er die Ordnungen der Zweiflügler (Diptera), der Hautflügler (Hymenoptera) und der Schnabelkerfe (Hemiptera). 2007 und 2009 beschrieb er die beiden neuen Wollschweber-Arten Mythenteles andalusiaca aus Andalusien und Mythenteles rameli aus Griechenland.
Neben mehreren wissenschaftlichen Arbeiten über Vögel, Insekten und ökologische Themen war Gibbs an den Büchern Irian Jaya, Indonesia, 21 January – 12 March 1991. With notes from 1992: A site guide for birdwatchers (1993), Wallacea (1996) und Pigeons and Doves: A Guide to the Pigeons and Doves of the World beteiligt. Letzteres wurde 2001 veröffentlicht und entstand in Zusammenarbeit mit Eustace Barnes und John Cox.

## Dedikationsnamen
1994 entdeckte Gibbs auf Vanikoro eine neue Brillenvogelart, die er jedoch nicht beschreiben konnte, da es ihm nicht gelang Typusexemplare zu sammeln. 2008 wurde diese Art als Vanikoro-Brillenvogel (Zosterops gibbsi) von Guy Dutson erstbeschrieben und nach David Gibbs benannt.